# Secretaría de Estado de Vivienda
La Secretaría de Estado de Vivienda y Agenda Urbana de España es el órgano superior del Ministerio de Vivienda y Agenda Urbana responsable de la definición, propuesta y ejecución de la política del Gobierno de la Nación relativa al acceso a la vivienda, suelo y arquitectura, innovación, calidad y sostenibilidad de la edificación y de las políticas de desarrollo urbano sostenible que implementen la Agenda 2030 y las Agendas Urbanas internacionales en el ámbito estatal.

## Historia
Tras restablecer el Ministerio de Vivienda en el primer gobierno de José Luis Rodríguez Zapatero, para su segundo gobierno nombró para el cargo de ministra a Beatriz Corredor, con el objetivo de poner freno a la crisis inmobiliaria. Sin embargo, la ineficacia de las políticas implementadas así como la necesidad de reducir el gasto público llevó a la supresión del departamento ministerial en octubre de 2010, y sus competencias pasaron al Ministerio de Fomento, creándose a tal efecto una nueva Secretaría de Estado de Vivienda y Actuaciones Urbanas. Se suprimió a finales de 2011 integrándose en la Secretaría de Estado de Infraestructuras, Transporte y Vivienda.
Una década después, en 2023, el presidente del Gobierno, Pedro Sánchez, restableció el Ministerio de Vivienda con la Secretaría de Estado de Vivienda y Agenda Urbana como uno de sus órganos.

## Estructura
De la Secretaría de Estado dependen:
- La Secretaría General de Agenda Urbana, Vivienda y Arquitectura.
  - La Dirección General de Agenda Urbana y Arquitectura.
  - La Dirección General de Vivienda y Suelo.
  - La Dirección General de Planificación y Evaluación.
- La Oficina Técnica del PERTE de la Industrialización de la Vivienda.[5]

Como órgano de apoyo y asistencia inmediata a la persona titular de la Secretaría de Estado de Vivienda y Agenda Urbana existe un Gabinete, con nivel orgánico de subdirección general.

### Adscripciones
- La Entidad Pública Empresarial de Suelo (SEPES).

## Secretarios de Estado
- Beatriz Corredor (2010-2023)[6]
- David Lucas Parrón (2023-)[7]